# Cucumis sativus

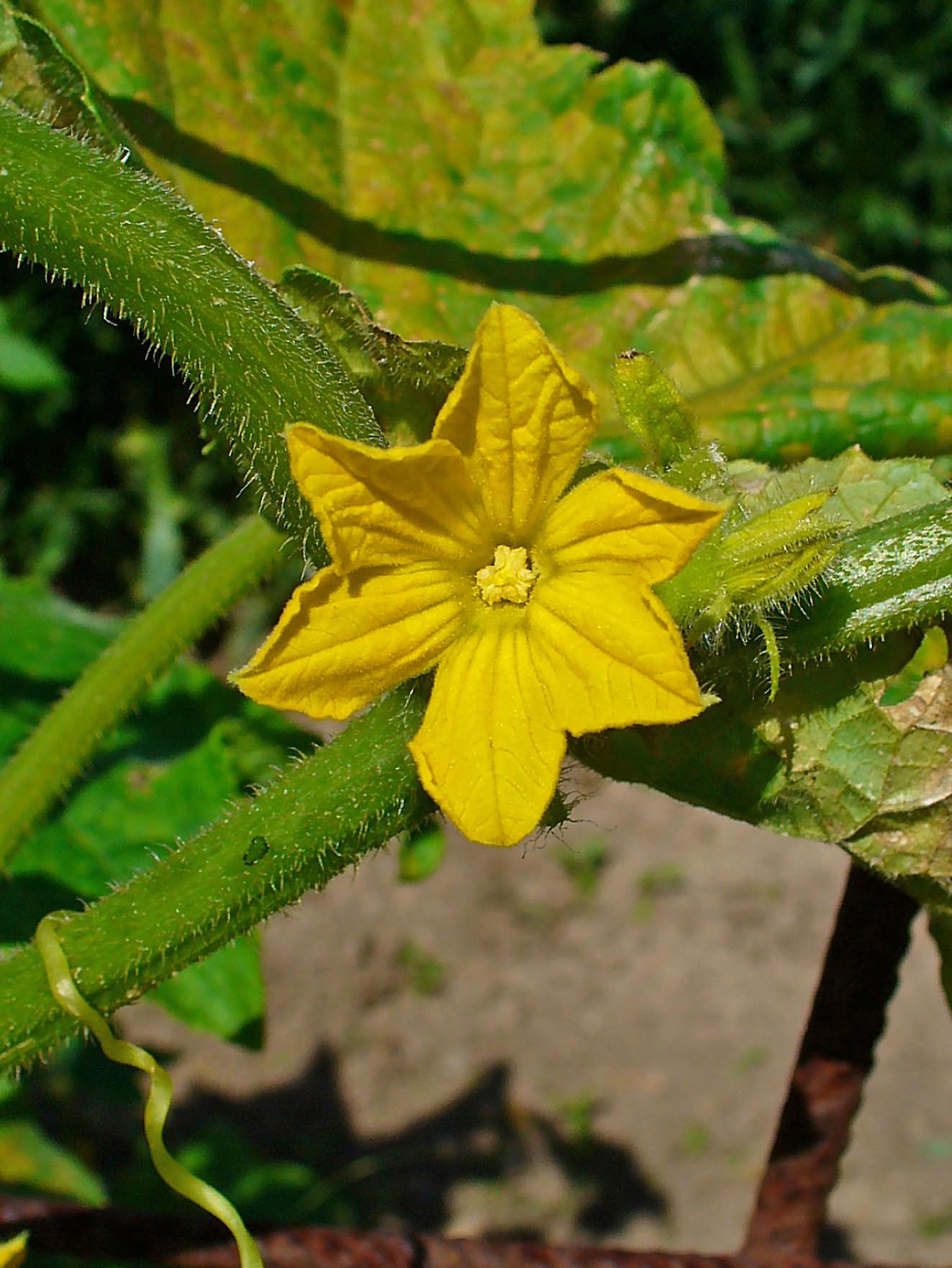
Flor, detalle

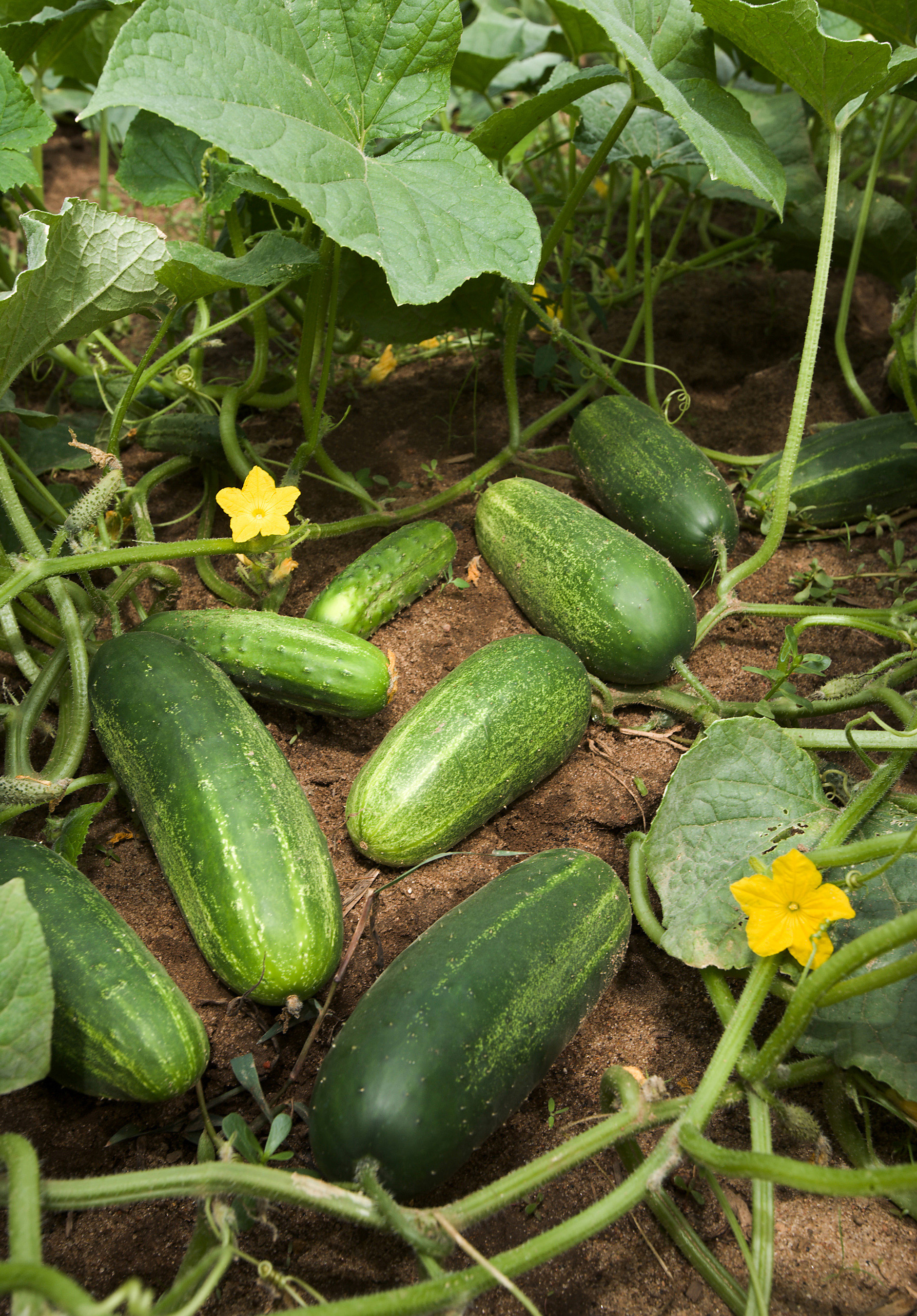
Frutos y flores

Cucumis sativus, conocido popularmente como pepino, es una planta anual de la familia de las cucurbitáceas.

## Descripción

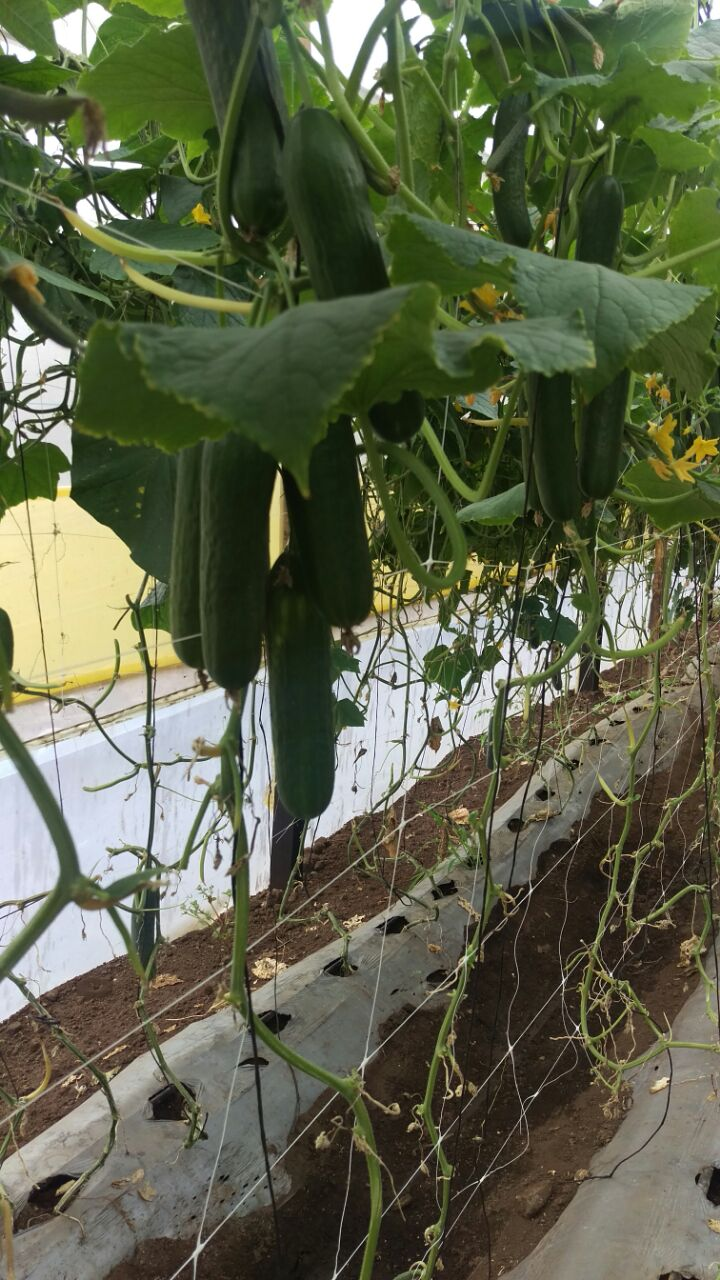
La planta de pepino usa los zarcillos para trepar y competir con otras plantas por la obtención de Sol. En cultivos comerciales se usa la malla para tutoreo, mejora la calidad y cantidad de los frutos.

El pepino es una planta anual, monoica, o sea, que hay flores femeninas y masculinas en el mismo individuo. El tallo es postrado/rastrero, ramificado, anguloso, hirsuto y con zarcillos. Las hojas son delgadas, con pecíolo de 8 cm, con limbo de 12-18 por 11-12 cm, viloso-hispídulo en los nervios y piloso en ambas caras; su contorno es cordado-ovado, tri/penta palmatilobado, con lóbulos triangulares, dentados, acuminados o agudos en el ápice, el mediano de mayor longitud y muy agudo. Las flores masculinas, de 3 estambres, son fasciculadas, con pedicelos de 0,5-2 cm, delgados, híspidos y el receptáculo, con tubo de 8-10 mm, son campanulado o subcilíndrico, densamente viloso, y lóbulos de longitud subigual a la del tubo, lineares, patentes, híspidos; la corola tiene 2-3 cm de diámetro con 5 lóbulos oblongo-lanceolados, agudos. Las flores femeninas son solitarias o fasciculadas, con pedicelo de hasta 2 cm, viloso; el perianto se asemeja al de las flores masculinas. El ovario, de placentación axial es de ordinario fusiforme, cubierto de pelos setiformes, dilatados en la base. El fruto (pepónida), el pepino, de tamaño muy variable, es generalmente oblongo, de cilíndrico a subtrígono, de color verde y esparcidamente tuberculado cuando inmaduro, luego amarillo verdoso y liso. Las semillas de 8-10 por 3-5 mm, son oblongas y blanquecinas. Habitualmente dicho fruto se recolecta aún verde y se consume crudo, o elaborado como encurtido, y entonces se suele denominar pepinillo. La planta tiene una vida vegetal de entre 4 a 5 meses (si a la planta le gusta el ambiente) dando frutos de seguido a partir de los dos meses y medio a tres meses hasta que la planta quede seca por completo.

## Floración y polinización
La mayoría de los cultivares de pepino se siembran y requieren polinización. Para ello, cada año se transportan miles de colmenas de abejas a los campos de pepinos justo antes de la floración. Los pepinos también pueden ser polinizados por abejorros y otras especies de abejas. La mayoría de los pepinos que requieren polinización son autoincompatibles, por lo que necesitan el polen de otra planta para formar semillas y frutos. Existen algunos cultivares autocompatibles relacionados con el cultivar "pepino limón" (lemon cucumber).
Unos pocos cultivares de pepino son partenocárpicos, cuyas flores crean frutos sin semillas sin polinización, lo que degrada la calidad de consumo de estos cultivares. En Estados Unidos suelen cultivarse en invernaderos, donde se excluye a las abejas. 
Los cultivares tradicionales producen primero flores masculinas y luego femeninas, en cantidades aproximadamente equivalentes. Las variedades híbridas ginóicas más recientes producen casi todas flores femeninas. Pueden tener un cultivar polinizador intercalado, y el número de colmenas por unidad de superficie aumenta, pero los cambios de temperatura inducen flores masculinas incluso en estas plantas, lo que puede ser suficiente para que se produzca la polinización.
En 2009, un equipo internacional de investigadores anunció que había secuenciado el genoma del pepino.

## Historia
El pepino es originario de la India, donde se cultiva desde hace más de 3000 años. No es mencionado en el Rig-veda (el texto más antiguo de la India, de mediados del II milenio a. C.). Aparece por primera vez en el Atharva-veda (el cuarto texto más antiguo de la India, de principios del I milenio a. C.) con el nombre de urvāru.
Aunque se ha dicho que ya formaba parte de la gastronomía griega (con el nombre de sikuos) y romana e incluso se ha citado a Plinio el Viejo, en realidad se trata de una confusión con otra cucurbitácea muy similar. 
Fuentes lexicográficas sirias, persas y bizantinas sugieren que la presencia de los pepinos al este y al noreste del mar Mediterráneo (actual Irán, Irak y Turquía), no se produciría hasta el siglo VI o VII de nuestra era.
Fuentes árabes medievales sitúan el pepino en Túnez hacia el 920 (en el Libro de particulares sobre la dieta), en Al-Ándalus (España) en la segunda mitad del siglo X, y en Italia en el siglo XI.
En el edicto de Carlomagno Capitulare de villis vel curtis imperii artículo n.º 70, aparece mencionada con el nombre de cucumeres.
Se tiene constancia del cultivo del pepino en Francia en el siglo IX, en Inglaterra en el siglo XIV y en Norteamérica a mediados del siglo XVI.
Los conquistadores españoles llevaron el pepino al continente americano.[cita requerida]

## Usos

### Culinario
Es un ingrediente típico en las ensaladas mediterráneas y su variante encurtida, el pepinillo, un popular aperitivo.
Se emplea con frecuencia crudo en las diversas cocinas del mundo como ingrediente de ensaladas, aunque existen platos en el norte de Europa conocidos como sopas de pepino que son muy populares. El pepino es frecuentemente tratado como un encurtido para su envase y preservación.
Los pepinillos, también llamados en francés cornichons, o baby pickles o gherkin, en inglés, son pepinos pequeños, normalmente de 2,5 a 12,5 centímetros (1 a 5 pulgadas) de longitud, a menudo con piel rugosa, que se suelen utilizar para encurtir. El término también se utiliza en el nombre de Cucumis anguria, el pepinillo de las Indias Occidentales, una especie estrechamente relacionada.
Algunas dietas están diseñadas bajo la lógica de consumir bebidas desintoxicantes o adelgazantes llamadas bebidas detox que contienen verduras o frutas facilitando la digestión y la eliminación de grasas. Se trata de bebidas elaboradas a partir de productos denominados naturales, y el pepino es un componenent muy común.

## Taxonomía

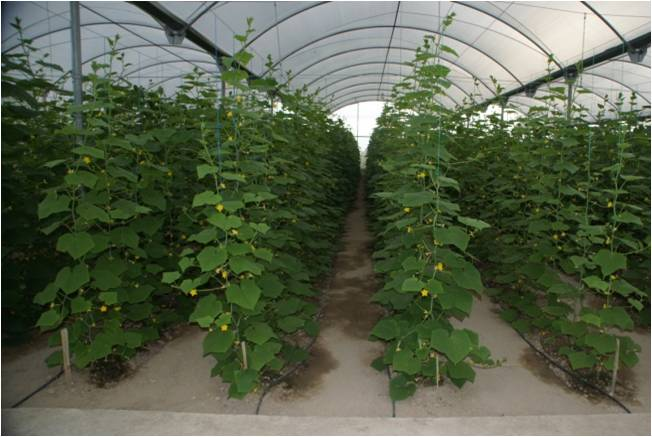
Pepino en invernadero de zonas subtropicales cálidas del Ecuador

Cucumis sativus fue descrito por Carlos Linneo y publicado en Species Plantarum 2: 1012. 1753.
Sinonimia
- Cucumis esculentus Salisb.
- Cucumis hardwickii Royle
- Cucumis muricatus Willd.
- Cucumis rumphii Hassk.
- Cucumis sphaerocarpus Gabaev
- Cucumis vilmorinii Sprenger[18]

Además, los numerosos taxones infraespecíficos descritos en la literatura botánica son considerados, hoy día, meros sinónimos.
| - Cucumis sativus subsp. agrestis Gabaev - Cucumis sativus f. albus M.Hiroe - Cucumis sativus f. albus Pangalo - Cucumis sativus var. albus Ser. - Cucumis sativus var. anatolicus Gabaev - Cucumis sativus var. anglicus L.H.Bailey - Cucumis sativus var. arakis Forssk. - Cucumis sativus f. australis Kitam. - Cucumis sativus var. battich-djebbal Forssk. - Cucumis sativus f. borealis Kitam. - Cucumis sativus var. brullos Forssk. - Cucumis sativus f. brunnescens Gabaev - Cucumis sativus var. chatte Forssk. - Cucumis sativus var. chiar Forssk. - Cucumis sativus var. cilicicus Gabaev - Cucumis sativus var. ennemis Forssk. - Cucumis sativus var. europaeus Gabaev - Cucumis sativus var. fakus Forssk. - Cucumis sativus var. falcatus Gabaev - Cucumis sativus var. fastigiatus Ser. - Cucumis sativus subsp. gracilior Gabaev | - Cucumis sativus var. grossularioides Tkachenko - Cucumis sativus var. hardwickii (Royle) Gabaev - Cucumis sativus var. indo-europeus Gabaev - Cucumis sativus var. irano-turanicus Gabaev - Cucumis sativus var. izmir Gabaev - Cucumis sativus f. pallescens Gabaev - Cucumis sativus var. pallidus Gabaev - Cucumis sativus subsp. rigidus Gabaev - Cucumis sativus var. schemmam Forssk. - Cucumis sativus var. squamosus Gabaev - Cucumis sativus var. testudaceus Gabaev - Cucumis sativus f. tuberculatus Hiroë - Cucumis sativus var. tuberculatus Gabaev - Cucumis sativus f. typicus Gabaev - Cucumis sativus var. usambarensis Zimm. - Cucumis sativus var. variegatus Ser. - Cucumis sativus f. viridis Gabaev - Cucumis sativus var. viridis Ser. - Cucumis sativus var. vulgatus Gabaev - Cucumis sativus var. xishuangbannanesis Qi Chunzhang & Yuan Zhenzhen |

A principios del siglo XX (1901-1902), solo en Estados Unidos se habían catalogado casi 400 diferentes cultivares de pepinos.

## Nombres vernáculos
Entre paréntesis se indica la frecuencia del vocablo en España.
- cogombro (2)
- cogombro cultivado
- cogombro doméstico
- cohombro (5)
- cohombro común (2)
- cohombro cultivado
- combros
- pepinera
- pepinillo (3)
- pepino (36)
- pepino común
- pepino redondo (2).

## Principales países productores
| Producción de pepino y pepinillo en toneladas Datos de FAOSTAT (FAO) |            |            |            |
| País                                                                 | 2000       | 2005       | 2011       |
| China                                                                | 19.869.181 | 30.053.118 | 47.362.521 |
| Turquía                                                              | 1.825.000  | 1.745.000  | 1.749.170  |
| Irán                                                                 | 1.342.000  | 1.720.690  | 2.352.140  |
| Rusia                                                                | 1.192.000  | 1.414.010  | 1.202.360  |
| Estados Unidos                                                       | 1.106.350  | 960.333    | 759.290    |
| Japón                                                                | 766.500    | 674.700    | 586.000    |
| Ucrania                                                              | 709.000    | 687.900    | 966.000    |
| Egipto                                                               | 566.980    | 600.000    | 665.070    |
| México                                                               | 459.261    | 475.443    | 425.433    |
| Corea del Sur                                                        | 453.525    | 445.000    | 303.805    |
| Indonesia                                                            | 423.282    | 552.891    | 521.535    |
| Países Bajos                                                         | 410.000    | 440.000    | 450.000    |

## Enfermedades y plagas
- Marchitamiento fúngico de las plántulas causado por hongos del género Pythium.
- Marchitez vascular por fusarium del pepino, enfermedad fúngica causada por Fusarium oxysporum f. esp. cucumerinum.
- Podredumbre del collar, causada por varias especies de Phytophthora.
- Mildiú polvoroso
- marchitez por Verticillium.
- Mancha angular del pepino, causada por Pseudomonas syringae pv lachrymans.
- Marchitez bacteriana causada por Erwinia tracheiphila.
- Mosaico del pepino (enfermedad viral).
- Moteado del pepino (enfermedad viral).
- Escarabajo rayado del pepino, Acalymma vittatum (Fabricius)
- Nematodos formadores de nudos en las raíces Meloidogyne

Para combatir los potyvirus, la investigación se centra en la selección de plantas resistentes. Para ello se ha utilizado la técnica de CRISPR/Cas9 para crear pepinos en los que los potyvirus no pueden desarrollarse.